# Carlos Horacio Ponce de León
Carlos Horacio Ponce de León (Navarro, 17 de marzo de 1914 - Ramallo, 11 de julio de 1977) fue obispo católico de la diócesis de San Nicolás de los Arroyos (provincia de Buenos Aires).
Fue ordenado sacerdote el 17 de diciembre de 1938.
El 9 de junio de 1962 fue nombrado obispo auxiliar de la ciudad de Salta, capital de la provincia homónima.
El 28 de abril de 1966 fue nombrado obispo de San Nicolás.
Ponce de León fue obispo de San Nicolás durante 11 años, hasta su muerte.

## Actividad
Ponce de León tuvo un importante rol episcopal durante el régimen dictatorial del autodenominado Proceso de Reorganización Nacional que había irrumpido en 1976, y ocultamente y a sangre y fuego desarrolló violencia extrema estatal, siendo uno de los muy pocos miembros de la jerarquía de la iglesia católica de Argentina en criticar sus abusos y crímenes sobre los derechos humanos, tales como el asesinato del obispo Enrique Angelelli por una «fuerza de tareas militar» en 1976.[cita requerida]
A partir del 24 de marzo de 1976 recibía a los familiares de los desaparecidos. Recibía a cada una de las familias que le fueron a pedir que intercediera para saber el paradero de sus hijos. Cuando los sacerdotes le cuestionaron el tema de por qué se quedaba, contestaba: «¿Por qué me voy a ir, si no estoy haciendo nada malo?».[cita requerida]

## Muerte
El 11 de julio de 1977, Ponce de León se dirigía desde San Nicolás hacia la Ciudad de Buenos Aires por la Ruta Nacional 9 en un automóvil Renault 4S, yendo a visitar a un seminarista nicoleño internado en Buenos Aires. A 11 km de San Nicolás, en el km 212, un kilómetro antes de la salida al pueblo de Villa Gral. Savio (Estación Sánchez), una camioneta Ford F100 que viajaba en sentido contrario hizo una maniobra para esquivar a un ómnibus estacionado. En medio de la lluvia, la camioneta hizo un trompo y se pasó a la vía por donde venía el automóvil del obispo, con el que chocó frontalmente. Ponce de León falleció de una hemorragia cerebral, sin fracturas de huesos. 
Su cuerpo descansa en la Catedral de San Nicolás de Bari en San Nicolás de los Arroyos.

## Proceso judicial
En el accidente, Ponce de León estaba acompañado por el seminarista Víctor Oscar Martínez (n. 1958), en ese entonces de 19 años, de quien era tutor, que estaba realizando el servicio militar obligatorio en la Prefectura Naval de San Nicolás, y a quien ―gracias al pedido del obispo― se le permitía fungir como escolta del obispo. Martínez resultó con heridas de mediana gravedad y fue internado en San Nicolás.
Después de la finalización de la dictadura militar, Martínez se presentó en junio de 1984 a declarar ante la CONADEP (Comisión Nacional sobre la Desaparición de Personas) donde acusó al teniente coronel Fernando Saint Amant ―quien entre 1976 y 1977 estuvo a cargo del Área Militar 132 de San Nicolás, y que en 2012 sería condenado a dos cadenas perpetuas por crímenes de lesa humanidad― de ordenar la muerte del obispo.
En 2006 ―en el marco de la causa que se lleva adelante en el Juzgado Federal n.º 2, donde se analiza la muerte del obispo Ponce de León―, Víctor Martínez declaró que el obispo trasportaba una carpeta acerca de casos de violaciones a los derechos humanos en la región norte de Buenos Aires, que habría sido la causa del asesinato.
También detalló que una persona vestida de militar remató al malherido obispo con uno o varios golpes de FAL, rompiéndole sonoramente los huesos del tórax.
En mayo de 2009 se demostró que estos dichos eran falsos. Se exhumaron los restos del obispo: seis profesionales reconocidos coincidieron en que «32 años después de su muerte, los huesos del cadáver del obispo Ponce de León ―tanto cráneo como tórax― se encontraban indemnes e intactos». Esa misma pericia determinó que la muerte de Ponce de León había ocurrido debido a una hemorragia cerebral «siendo el mecanismo más probable de producción el de desaceleración durante la colisión vehicular».
Víctor Martínez denunció entonces que los restos no eran los del obispo. Entonces se realizó un análisis de ADN. El Servicio de Huellas Digitales y Genéticas de la Facultad de Farmacia y Bioquímica de la Universidad de Buenos Aires comparó una muestra extraída de los restos exhumados con las muestras de tres sobrinos del obispo (hijos de su hermano y de su hermana). En abril de 2011 se emitió el informe final que concluyó que el cadáver es efectivamente del obispo Ponce de León.
En enero de 2011, Víctor Martínez inició una cuarta querella de juicio político contra el juez ante el Consejo de la Magistratura (las anteriores habían sido en 2006, 2009 y 2010) contra el juez Villafuerte Ruzo por «persecución religiosa» (Víctor Martínez se autopercibía «gurú» de una secta hinduista en Chile y se autobautizó primero como el rabino Víctor Naim y después como Su Santidad Gurudeva Jaripada Acharia; aseguraba que entre sus poderes se encontraba la habilidad de hacer llover oro o realizar una operación psíquicamente).
La denuncia de Martínez contra el juez fue desestimada, como las anteriores, por el Consejo de la Magistratura.
A principios de 2011, el juez federal Carlos Villafuerte Ruzo (en San Nicolás) comparó las declaraciones de Víctor Martínez ante la CONADEP (donde dijo que había estado secuestrado un año en un «sitio desconocido» desde julio de 1977 hasta junio de 1978, durante el Mundial de Fútbol), ante el Juzgado Federal N.º 2 (donde declaró que estuvo secuestrado tres meses en la Prefectura Naval de San Nicolás hasta el 15 de septiembre de 1977, fecha que coincide con la finalización de su periodo de servicio militar obligatorio), y otras contradicciones ante varios medios de comunicación nicoleños. Posteriormente decretó el procesamiento de Víctor Martínez por considerarlo prima facie autor penalmente responsable del delito de falso testimonio agravado (en concurso real) y estafa contra la administración pública (en grado de tentativa). Le trabó embargo por 50.000 pesos, pero le otorgó el beneficio de la exención de prisión.
El juez federal Carlos Villafuerte Ruzo decretó el procesamiento luego de analizar y comparar las importantes diferencias entre las declaraciones de Martínez ante el Juzgado Federal n.º 2 y ante la CONADEP (Comisión Nacional sobre la Desaparición de Personas). También se tomó como referencia declaraciones públicas en medios nicoleños del procesado, que desde hace años es líder de una secta religiosa en Chile. Asimismo utilizó esas invenciones para tramitar una indemnización de parte del Estado por su condición de supuesta «víctima» de la dictadura.
Víctor Martínez fue procesado por «falso testimonio agravado y estafa contra la administración pública, en grado de tentativa». Martínez dio distintas versiones cuando declaró que al obispo de San Nicolás lo remataron en la ruta 9. Y además falseó información para cobrar una indemnización.
El martes 19 de abril de 2011, la abogada de Víctor Martínez presentó un habeas corpus ante la Justicia ya que afirmó que Martínez había salido de su casa del barrio porteño de Palermo el día anterior (lunes, 18 de abril) a las 14:00 para concurrir a una escribanía a la que no llegó. Se estableció una alerta nacional ordenada por la ministra Nilda Garré.
Dos días después, el jueves 21 de abril de 2011, Víctor Martínez dijo haber sido víctima de un secuestro de tres días de duración.